# Karol Pekník
Karol Pekník (20. dubna 1900, Pezinok – 1. listopadu 1944, Pohronský Bukovec) byl slovenský generál, protifašistický bojovník.

## Životopis
V letech 1911–1915 studoval na gymnáziu, 1915–1938 na vojenských školách v Bratislavě, ve Vídni, Budapešti a Praze. Důstojník, tělovýchovný náčelník a učitel v Bratislavě. Od roku 1938 major generálního štábu, přednosta 4. oddělení 6. divize v Brně a výcvikové skupiny sboru v Banské Bystrici. V letech 1939–1944 náčelník Hlavního štábu MNO a profesor Vysoké školy vojenské v Bratislavě. Po začátku SNP byl jmenován velitelem obranné oblasti, od 4. září 1944 náčelníkem operačního oddělení Velitelství 1. čs. armády na Slovensku. Podílel se na vývoji strategie a taktiky boje armády v SNP. Dne 1. listopadu 1944 byl nedaleko Svätého Ondreje nad Hronom (dnes část obce Pohronský Bukovec) zajat příslušníky Einsatzkommanda 14 a ještě téhož dne byl při pokusu o útěk zastřelen. Po osvobození byly jeho ostatky exhumovány a převezeny do rodného Pezinku, kde je i pohřben.

## Vyznamenání
- Československá medaile Za chrabrost před nepřítelem, 1945 in memoriam
- Řád Slovenského národního povstání, I. třída, 1945 in memoriam
- Československý válečný kříž 1939, 1945 in memoriam
- Děkovná medaile prezidenta Slovenské republiky, 2018 in memoriam[1]
- Pribinův kříž I. třída, 2024 in memoriam[2]

## Památky
- pamětní deska štábu 1. čs. armády na budově vojenského velitelství v Banské Bystrici
- pamětní deska na pomníku obětem SNP v Pezinku. 1944. Padlým hrdinům v národním povstání. 1945.
- pamětní deska na památníku obětem světové války v Pohronském Bukovci
- pojmenování ulic v bratislavské Dúbravke a v Pezinku

## Galerie

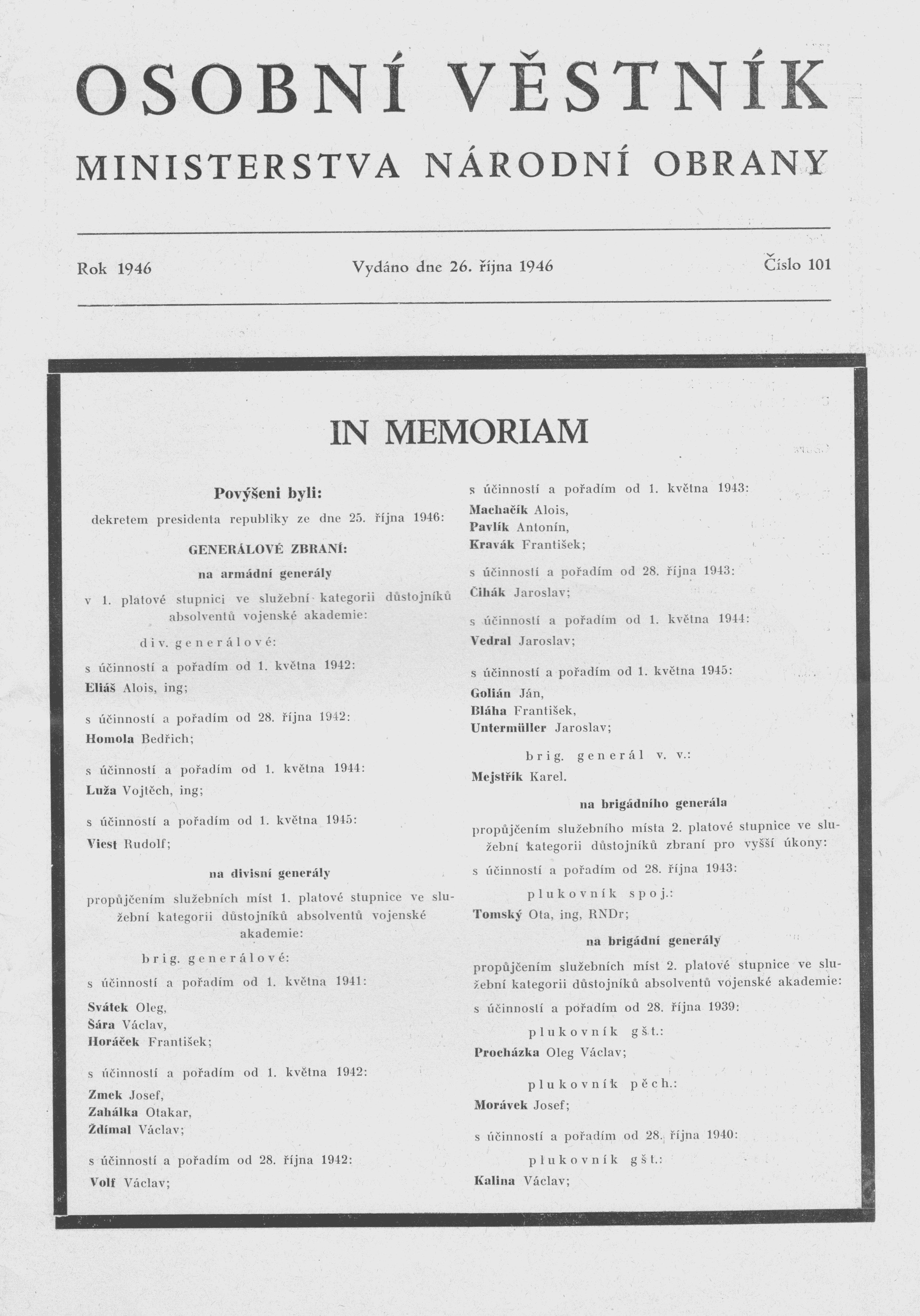
Osobní věstník MNO číslo 101, rok 1946 – titulní strana
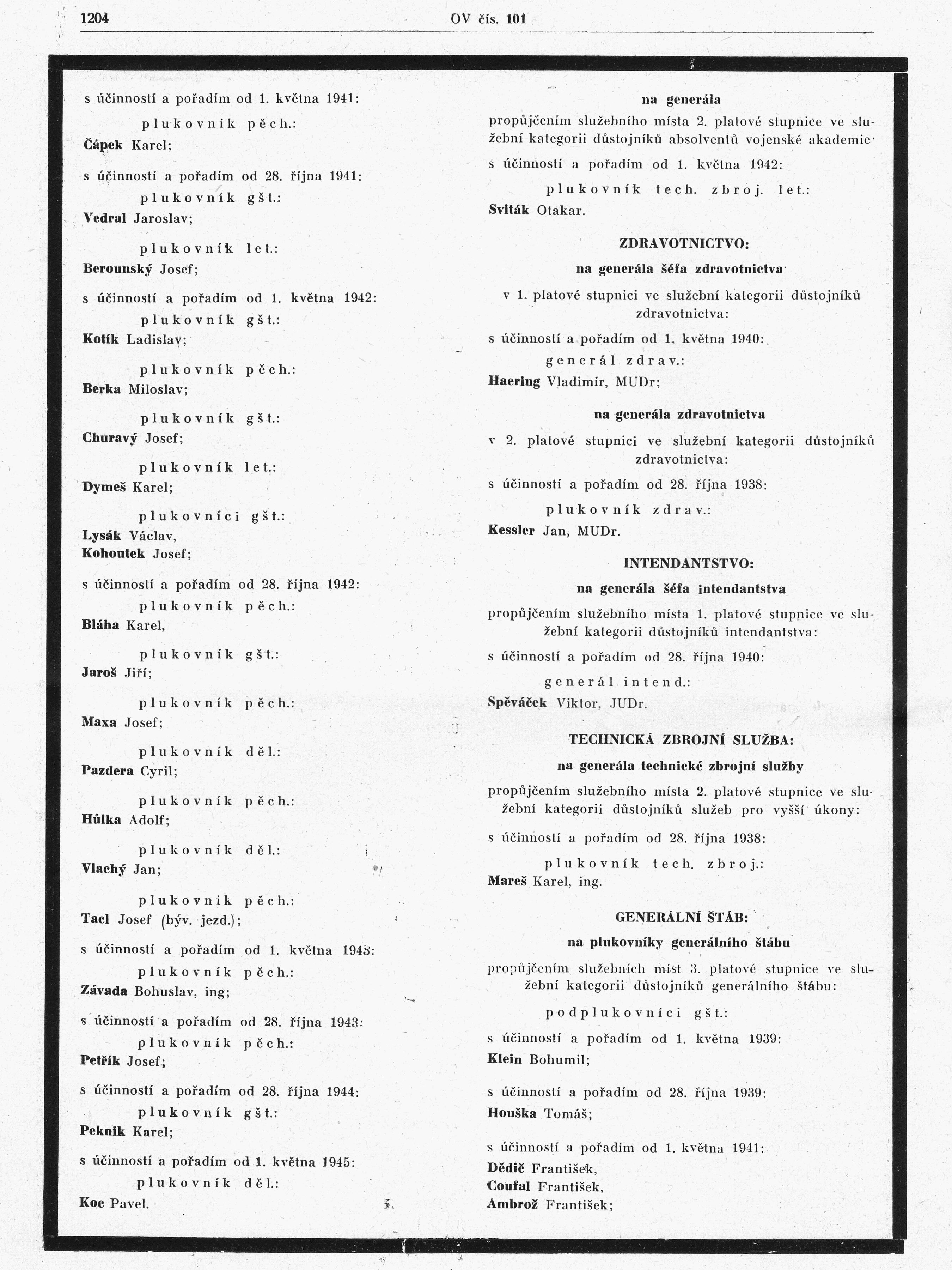
Osobní věstník MNO číslo 101, rok 1946 – strana 1204 s oznámením o povýšení